# ブルート一生
ブルート一生（ブルートいっせい、1982年6月15日 - ）は、日本の元プロレスラー。本名：杉浦 一生（すぎうら いっせい）。

## 経歴
岩見沢農業高校、山梨学院大学とレスリングで活躍。2004年全日本学生選手権グレコローマン120kg級にて優勝、アジア選手権フリースタイル120kg級4位 の成績を持つ。卒業後、陸上自衛隊に入隊するものの身体が戦車に入らないことが原因で2か月で除隊。
中央大学卒で同じグレコローマン120kg級で一度も勝ったことのない諏訪間幸平（現・諏訪魔）から誘いを受け、2005年6月に全日本プロレスに入団。新日本プロレス、プロレスリング・ノア、PRIDEからもオファーを受けていた。翌年1月3日の後楽園ホールの諏訪間幸平戦にてデビュー。
リングネームである「ブルート」は、社長（当時）の武藤敬司が「これなら強そうに見えるだろう」と命名した名前であるが、実はインターネット放送GyaOの番組「勝ち組社長列伝」内で、武藤自身が「俺のタニマチに『ブルート』って言うパチンコ屋があって、そこから付けた」と発言している。プロレスリング・ノア所属でありかつて同じ陸上自衛隊に所属していた杉浦貴と被ってしまうなどの懸念もあったのも一つの理由である。なお、パチンコブルートは新聞の折り込み広告などで「ブルート一生を応援しています」と写真付きで謳っていた。
デビュー当初からリング上でも優しすぎる点を指摘され続けており、諏訪間がヒールターンし諏訪魔と改名した後、諏訪魔と同期の雷陣明とブルートによる対諏訪魔アングルが組まれたが、その諏訪魔からも「優しすぎる」との酷評を受けていた。
2006年5月からは、全日に参戦していた吉江豊からデブの戦い方を教わっている。これに嵐を加えデーブーマーダーズと名乗っていた。吉江との巨漢タッグでアジアタッグ王座に挑んだが、王座奪取はならなかった。10月に右肩の脱臼により長期欠場することになる。
右肩と右腕の関節結合部分をワイヤーで固定する手術を経た後、2007年5月に復帰し、その直後に雷陣と共にTNAのレスリングスクール（カンナム・レスリングスクール）に武者修行のため出発した。アメリカ、カナダのインディ団体を中心に試合しており、7月15日にはTNAのPPV大会Victory Roadのダークマッチに出場した。9月にはWWCへの参戦も決まっていた。
しかし、8月の遠征中に持病である右肩固定箇所の骨を折る怪我を負い緊急帰国。病院で精密検査を受けた結果、医師から「現役続行不可能」と診断され、9月7日に現役引退した。
引退後は、後輩のT28（現・BUSHI）や 征矢学のブログによるとラーメン屋で働いているとの記述があり、本人らしき人物からのコメントも書き込まれていた。現在は、地元北海道三笠市の旅館「湯の元温泉旅館」を経営しながら、障害者支援複合施設のグループホームヒンナを運営している。2021年度岩見沢青年会議所理事長。
その一方で、現役時代の全日本に当時参戦していたTAKAみちのくの誘いから、プロフェッショナルレスリングJUST TAP OUTに2019年より覆面レスラーブラック・ザ・ジャイアントとして2020年9月2日の後楽園ホール大会で自らマスクを脱ぐまで参戦した。
以降、地元で活動しているプロレス興行団体「道南リング」や「北都プロレス」で似たような体格のマスクマン「北海熊五郎」が登場している。2022年5月14 - 15日の全日本プロレス札幌大会では、ブルート一生名義で15年ぶりに参戦した。

## 得意技
ブルートプレス
ブルートボム

## 入場曲
- 誇り高き戦士〜Pride in the ring〜（湘南乃風）